# Evangelio de pseudo-Mateo
El Evangelio del pseudo-Mateo llamado también Evangelio latino de Pseudo-Mateo es un evangelio apócrifo cristiano escrito hacia mediados del siglo VI. En la Antigüedad, el texto era llamado Libro sobre el origen de María Santísima y la infancia del Salvador o Libro del nacimiento de la bienaventurada virgen María y de la infancia del Salvador. Trata del nacimiento y de la infancia de María, luego del nacimiento de Jesús y de la huida a Egipto. El Pseudo-Mateo forma parte de un género de «evangelios de la infancia» que tratan de completar los detalles de la vida de Jesús de Nazaret hasta los 12 años, que aparecen brevemente en los evangelios de Mateo y Lucas. En Occidente, fue la fuente dominante de los ciclos pictóricos de la vida de María, particularmente antes de la Baja Edad Media.